# أفونسو، الأمير الإمبراطوري البرازيلي
أفونسو، الأمير الإمبراطوري البرازيلي (و. 1845 – 1847 م) هو أرستقراطي برازيلي، ولد في كينتا دا بوا فيستا ‏، توفي في كينتا دا بوا فيستا ‏، عن عمر يناهز 2 عاماً ، بسبب صرع.

## جوائز
حصل على جوائز منها:
- وسام أفيز [الإنجليزية]‏
- Order of Pedro I [الإنجليزية]‏
- Order of Christ (Brazil) [الإنجليزية]‏
- Order of Saint James of the Sword ‏
- Order of the Rose [الإنجليزية]‏